# Enkhjargal Tuvshinjargal
Enkhjargal Tuvshinjargal, née le 14 juin 1992 à Oulan-Bator est une coureuse cycliste mongole, elle a également pratiqué le triathlon. Elle a notamment terminé à trois reprises sur le podium du championnat d'Asie du contre-la-montre dont une victoire.

## Biographie
Elle gagne le championnat d'Asie du contre-la-montre en 2013. En 2014, elle finit 3e, de même en 2015.

## Palmarès
- 2013
  -  Championne d'Asie du contre-la-montre
- 2014
  -  Médaillée de bronze du championnat d'Asie du contre-la-montre
- 2015
  -  Championne de Mongolie sur route
  -  Championne de Mongolie du contre-la-montre
  -  Médaillée de bronze du championnat d'Asie du contre-la-montre
- 2016
  -  Championne de Mongolie sur route
  -  Championne de Mongolie du contre-la-montre